# Caroline Mathilde van Saksen-Coburg en Gotha

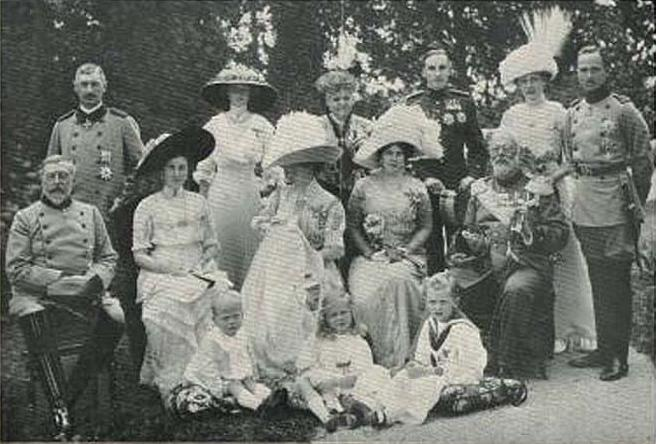
Familie van Saksen-Coburg en Gotha. Caroline Mathilde is de meest links staande vrouw

Caroline Mathilde Helena Louise Augusta Beatrix van Saksen-Coburg en Gotha (Coburg, 22 juni 1912 - Erlangen, 5 september 1983) was een Duitse prinses uit het Huis Saksen-Coburg en Gotha. Zij was het vierde kind en de tweede dochter van Karel Eduard, de laatste regerend hertog van Saksen-Coburg en Gotha en diens vrouw Victoria Adelheid van Sleeswijk-Holstein-Sonderburg-Glücksburg. Ze was een tante van de Zweedse koning Karel XVI Gustaaf. In haar familie werd ze Calma genoemd.
Ze trouwde op 14 december 1931 met Friedrich-Wolfgang zu Castell-Rüdenhausen. Het paar scheidde in 1938, terwijl Friderich-Wolfgang in 1940 omkwam tijdens een luchtcharge tijdens de Battle of Britain. In 1938 trouwde ze Max Schnirring die, eveneens dienstdoend in het Duitse leger, in 1944 omkwam tijdens luchtgevechten. In 1946 hertrouwde ze met Karl Otto Andree, van wie ze in 1949 weer scheidde. 
Caroline Mathilde had zes kinderen. Uit haar eerste huwelijk:
- Betram (* 1932)
- Konradin (* 1933)
- Victoria Adelheid (* 1935)

Uit haar tweede huwelijk:
- Calma (* 1938)
- Dagmar (* 1940)
- Peter (* 1943)